# Andrés García Gallo
Andrés Gabriel García Gallo (n. Machala, El Oro, Ecuador; 10 de febrero de 1994) es un futbolista ecuatoriano. Juega de defensa y su equipo actual es Chacaritas de la Serie B de Ecuador.

## Trayectoria

### Orense
Realizó las inferiores en el Orense dónde logra debutar. En la temporada 2019 fue campeón de la Serie B de Ecuador, obteniendo el ascenso a la Serie A para la siguiente temporada. El 15 de febrero de 2020 anotó su primer gol en primera división en un encuentro válido por la primera jornada del Campeonato Ecuatoriano ante Emelec dónde terminaron empatado con un marcador de 2-2. Jugó su segundo encuentro por Primera División el 22 de febrero ante la Universidad Católica, donde marcó un gol en propia puerta y perdieron como visitante por 4-0, luego volvió a jugar ante Guayaquil City al cual le ganaron de local por 1-0, en aquel encuentro García fue amonestado con tarjeta amarilla.

### Chacaritas
Desde la temporada 2021 hasta finales de 2022 militó en el Chacaritas Fútbol Club de Pelileo.

## Estadísticas

### Clubes
Actualizado al último partido disputado el 29 de octubre de 2024.
| Club                     | Div.          | Temporada     | Liga  | Liga  | Copas nacionales | Copas nacionales | Copas internacionales | Copas internacionales | Total | Total |
| Club                     | Div.          | Temporada     | Part. | Goles | Part.            | Goles            | Part.                 | Goles                 | Part. | Goles |
| ------------------------ | ------------- | ------------- | ----- | ----- | ---------------- | ---------------- | --------------------- | --------------------- | ----- | ----- |
| Orense · Ecuador         | 3.ª           | 2012          | 2     | 0     | —                | —                | —                     | —                     | 2     | 0     |
| Orense · Ecuador         | 3.ª           | 2013          | 32    | 1     | —                | —                | —                     | —                     | 32    | 1     |
| Orense · Ecuador         | 3.ª           | 2014          | 35    | 3     | —                | —                | —                     | —                     | 35    | 3     |
| Orense · Ecuador         | 3.ª           | 2015          | 31    | 1     | —                | —                | —                     | —                     | 31    | 1     |
| Orense · Ecuador         | 3.ª           | 2016          | 22    | 1     | —                | —                | —                     | —                     | 22    | 1     |
| Orense · Ecuador         | 3.ª           | 2017          | 23    | 0     | —                | —                | —                     | —                     | 23    | 0     |
| Orense · Ecuador         | 2.ª           | 2018          | 13    | 0     | —                | —                | —                     | —                     | 13    | 0     |
| Orense · Ecuador         | 2.ª           | 2019          | 29    | 1     | 4                | 1                | —                     | —                     | 33    | 2     |
| Orense · Ecuador         | 1.ª           | 2020          | 15    | 1     | —                | —                | —                     | —                     | 15    | 1     |
| Orense · Ecuador         | Total club    | Total club    | 202   | 8     | 4                | 1                | 0                     | 0                     | 206   | 9     |
| Chacaritas · Ecuador     | 2.ª           | 2021          | 6     | 0     | —                | —                | —                     | —                     | 6     | 0     |
| Chacaritas · Ecuador     | 2.ª           | 2022          | 25    | 0     | 2                | 0                | —                     | —                     | 27    | 0     |
| Libertad F. C. · Ecuador | 1.ª           | 2023          | 5     | 0     | 0                | 0                | —                     | —                     | 5     | 0     |
| Libertad F. C. · Ecuador | Total club    | Total club    | 5     | 0     | 0                | 0                | 0                     | 0                     | 5     | 0     |
| Chacaritas · Ecuador     | 2.ª           | 2024          | 31    | 2     | 1                | 0                | —                     | —                     | 32    | 2     |
| Chacaritas · Ecuador     | Total club    | Total club    | 62    | 2     | 3                | 0                | 0                     | 0                     | 65    | 2     |
| Total carrera            | Total carrera | Total carrera | 269   | 10    | 7                | 1                | 0                     | 0                     | 276   | 11    |
| 1.                       |               |               |       |       |                  |                  |                       |                       |       |       |

## Palmarés

### Campeonatos nacionales
| Título             | Club   | País    | Año  |
| ------------------ | ------ | ------- | ---- |
| Serie B de Ecuador | Orense | Ecuador | 2019 |